# Asprella
Asprella és una pedania de la ciutat d'Elx, està situada al sud del térme municipal elxà, limítrofe amb Atzavares Baix, La Baia Alta, La Baia Baixa, La Foia i amb el municipi de Santa Pola.
Manca de nucli urbà. Encara que l'agricultura antany i avui era l'activitat primordial, la major part de la població treballa fora de la partida rural al sector secundari i terciari. A l'edat mitjana era el patrimoni d'unes poques famílies nobles, en finques que Manuel de Borgonya va repartir a mitjan segle xiii.
Ha perduts uns habitants: de 437 el 2009 cap a 413 el 2018, s'ha mantengut més o menys constant els últims anys. Quasi tots els escolars d'Asprella estudien a l'escola pública de la Baia (Mestre Narcís Merino), exceptuant alguns casos que es desplacen a la ciutat d'Elx o a la pedania de La Foia.

## Cultura
Tenia una antiga escola, ara reformada, que serveix per als veïns per a realitzar reunions i diverses activitats lúdico-culturals. És la seu per a diverses associacions veïnals. L'ermita dedicada a sant Pere va ser incendiada durant la Guerra Civil i mai no va ser reconstruïda.
El grup Asprella Teatre, fundat el 1996 és un dels grups amateurs més veterans d'Elx. Ha evolucionat de sainetes en valencià fins a obres de major qualitat textual i escénica. Té la seu a l'antiga escola. El 2013 va obtenir el premi Tablas de la Federació de Teatre Amateur del País Valencià i el 2014 van rebre el premi anual del Tempir d'Elx.
Les festes patronals se celebren en honor de sant Pere al mes de juny. Comencen amb una romería en la qual es porta el sant des de La Baia fins al recinte fester a l'antiga escola. Entre altres actes, hi té lloc una xaranga, sopar de cabasset, ball, concurs de paelles, i una missa en honor del sant. El darrer dia, el sant torna en romería fins a la Baia, on se celebra una processó en el seu honor.

## Monuments destacats
- Torre d’Asprella o Palau del Marqués d’Asprella (segle xvi)[4]
- Torre Palombar[4] amb un dels horts de palmeres més coneguts de la regió. Hi ha una escola de tenis.[3]